# فرودگاه پامپلونا
فرودگاه پامپلونا (به انگلیسی: Pamplona Airport) (به زبان بومی: Pamplona-Nóain Airport) یک فرودگاه همگانی با کد یاتا PNA است که یک باند فرود آسفالت دارد و طول باند آن ۲۲۰۷ متر است. این فرودگاه در کشور اسپانیا قرار دارد و در ارتفاع ۴۵۸ متری از سطح دریا واقع شده است.

## شرکت‌های هواپیمایی و مقصدهای پروازی
| شرکت‌های هواپیمایی                    | مقصدهای پروازی                                                                  |
| ------------------------------------ | ------------------------------------------------------------------------------- |
| ایبریا ایرلاین اجرا توسط ایر نوستروم | مادرید-باراخاس Seasonal: بارسلونا-ال پرات، منورکا، پالما د مایورکا، تنریف شمالی |
| لوفت‌هانزا                            | فرانکفورت (آغاز از ۸ نوامبر ۲۰۱۷)                                               |
| ویولینگ                              | Seasonal: بارسلونا-ال پرات                                                      |